# HR 8799 e
HR 8799 eとは、地球から見てペガスス座の方向に128.5光年離れた位置にある恒星HR 8799を公転する太陽系外惑星である。

## 発見
HR 8799 eは、A型主系列星のHR 8799の周辺を公転する4つの惑星の1つである。HR 8799 eは、2008年に同時に発見されたHR 8799 b、HR 8799 c、HR 8799 dに次いで発見された太陽系外惑星である。HR 8799 eは他の惑星と比べても明るいが、発見が遅れたのは、HR 8799からの距離が近いため、HR 8799の明るさにまぎれて発見が遅れたためである。
| フィルター | 波長 (μm) | 明るさ（等級） |
| ---------- | --------- | -------------- |
| Ks         | 2.146     | 12.89 ± 0.26   |
| L'         | 3.776     | 11.61 ± 0.12   |

## 軌道の性質
HR 8799 eは、HR 8799に属する惑星の中で、最も近い場所を公転する惑星である。軌道長半径は21億7000万km (14.5AU) と、太陽系に置き換えると土星と天王星の公転軌道の間になる。この遠い軌道のため、HR 8799 dの公転周期は約50年になる。
HR 8799 bとHR 8799 c、HR 8799 dは、3惑星の間で4:2:1の軌道共鳴をしていると考えられており、HR 8799 eも軌道共鳴に近い値を持つことから、4惑星の間で8:4:2:1の軌道共鳴をしている可能性がある。

## 物理的性質
HR 8799 eは、先述の通り主星であるHR 8799よりかなり遠くに位置する。しかし、HR 8799が太陽の4.92倍明るい恒星であり、また惑星系の生成年代が2000万年から5000万年と若いため、表面温度は約730℃と高い。この温度により、直接撮影されるきっかけとなった赤外線を放出しており、その光度は太陽の1万分の1程度、約7.7×1021Wに達する。しかし、見かけの等級はHR 8799の10万分の1以下である。HR 8799の他の惑星から類推すると、見かけには暗い赤色をしていると考えられている。
HR 8799 eの質量は木星の5倍から10倍もある。特に上限は褐色矮星の下限である13倍に近い。ただし、HR 8799の年齢がもう少し古い場合、質量は木星の7倍から13倍になり、少し重くなる。直径はHR 8799の惑星の中で唯一知られていないが、質量が他の惑星と似通っているため、直径もほぼ同じであると推定される。
HR 8799 eの大気の組成は不明である。ただし、HR 8799系を包む大規模な塵の円盤には一酸化炭素、メタン、およびアンモニアとアセチレンのどちらかまたは両方が含まれており、大気の組成に関連する可能性がある。塵の組成はHR 8799 bの分光観測によって調べられた。これはHR 8799 bがHR 8799から約1.7秒角と、十分離れているからである。